# Michael Hjorth

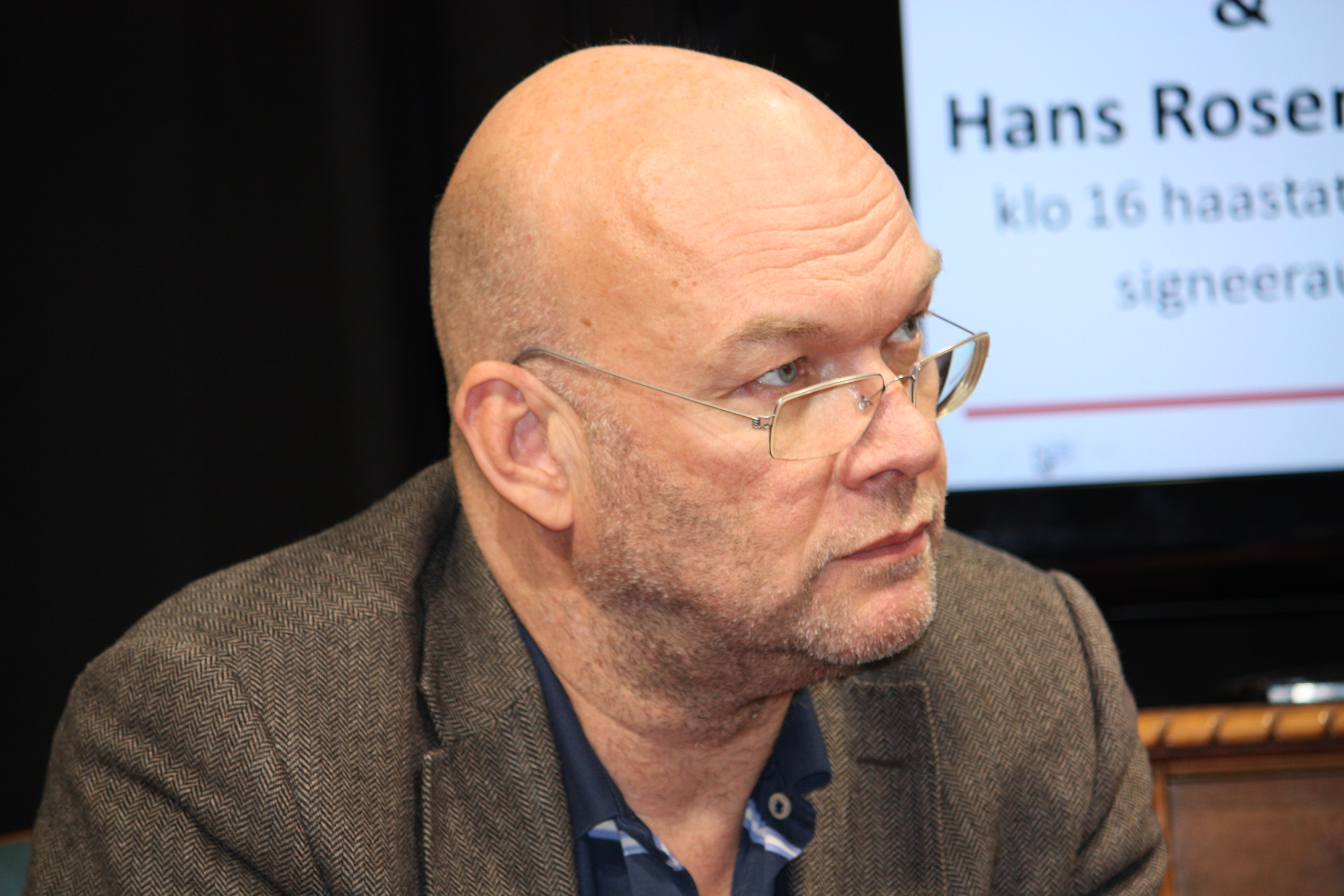
Michael Hjorth (2012)

Michael Hjorth (* 13. Mai 1963 in Visby) ist ein schwedischer Drehbuchautor, Filmproduzent und Schriftsteller.

## Leben
Hjorth begann seine Karriere als Story Editor im schwedischen Fernsehen. Für die Verfilmungen der Romane Die Brandmauer, Der Mann, der lächelte und Mittsommermord von Henning Mankell schrieb Hjorth die Drehbücher. Hjorth arbeitet außerdem als Produzent, unter anderem für den Film Easy Money – Spür die Angst.

## Veröffentlichungen
Zusammen mit Hans Rosenfeldt entwickelte er eine Romanreihe, die sich um den Profiler und Polizeipsychologen Sebastian Bergman dreht:
- Der Mann, der kein Mörder war. Ein Fall für Sebastian Bergman 1. übersetzt von Ursel Allenstein. Rowohlt Polaris, Reinbek 2011, ISBN 978-3-86252-019-0 (Schwedische Originalausgabe: Det fördolda. 2011)
- Die Frauen, die er kannte. Ein Fall für Sebastian Bergman 2. übersetzt von Ursel Allenstein. Rowohlt Polaris, Reinbek 2012, ISBN 978-3-86252-020-6 (Schwedische Originalausgabe: Lärjungen. 2012)
- Die Toten, die niemand vermisst. Ein Fall für Sebastian Bergman 3. übersetzt von Ursel Allenstein. Rowohlt Polaris, Reinbek 2013, ISBN 978-3-499-26701-7 (Schwedische Originalausgabe: Fjällgraven. 2012)
- Das Mädchen, das verstummte. Ein Fall für Sebastian Bergman 4. übersetzt von Ursel Allenstein. Wunderlich, Reinbek 2014, ISBN 978-3-8052-5077-1 (Schwedische Originalausgabe: Den stumma flickan. 2014).
- Die Menschen, die es nicht verdienen. Ein Fall für Sebastian Bergman 5. übersetzt von Ursel Allenstein. Wunderlich, Reinbek 2015, ISBN 978-3-8052-5087-0 (Schwedische Originalausgabe: De Underkända 2015).
- Die Opfer, die man bringt. Ein Fall für Sebastian Bergman 6. übersetzt von Ursel Allenstein und Ulla Ackermann. Wunderlich, Reinbek 2018, ISBN 978-3-8052-5088-7 (Schwedische Originalausgabe: En högre rättvisa 2018).
- Die Früchte, die man erntet. Ein Fall für Sebastian Bergman 7. übersetzt von Ursel Allenstein. Wunderlich, Hamburg 2021, ISBN 978-3-8052-5089-4 (Schwedische Originalausgabe: Som Man Sår 2021).
- Die Schuld, die man trägt. Ein Fall für Sebastian Bergman 8. übersetzt von Ursel Allenstein. Wunderlich, Hamburg 2023, ISBN 978-3-8052-0094-3 (Schwedische Originalausgabe: Skulden man bär 2023).

Im Rahmen dieser Reihe veröffentlichten sie auch zwei Kurzgeschichten Feste feiern, wie sie fallen und Im Schrank, übersetzt von Ursel Allenstein. Rowohlt Taschenbuchverlag, Reinbek 2016, ISBN 978-3-499-29073-2.

## Verfilmungen
Die beiden ersten Bücher wurden 2010 mit Rolf Lassgård in der Rolle des Sebastian Bergman verfilmt. 2015 erschienen wieder mit Rolf Lassgård in der Titelrolle zwei weitere Filme, die aber nicht auf bisher erschienenen Romanen basieren. Laut den Dankhinweisen in den Büchern war Lassgård an der Entwicklung der Figur des Sebastian Bergman beteiligt.